# Caribbean's Next Top Model
Caribbean's Next Top Model è un reality show ispirato al format statunitense America's Next Top Model: in esso un gruppo di ragazze, aspiranti modelle, competono e si sfidano tra servizi fotografici e sfilate di moda, al fine di convincere la giuria di avere le carte in regola per poter diventare una top model di fama mondiale.
La prima edizione della versione caraibica dello show, condotto dalla modella ed ex Miss Universo Wendy Fitzwilliam, era programmata per andare in onda nel 2012, ma a causa di problemi con l'emittente, la prima puntata è stata spostata al 18 febbraio 2013; la Fitzwilliam, oltre al ruolo di conduttrice, vestiva anche i panni di giurata, insieme al fotografo Pedro Virgil e all'esperto di moda Richard Young.
La vincitrice della prima edizione è stata la ventiduenne Treveen Stewart, proveniente dalle Isole Cayman.
La seconda edizione vide un'identica composizione della giuria e la vincitrice fu Kittisha Doyle, proveniente da Grenada.
Alla terza edizione ha partecipato una concorrente, Lynah, alta 195 centimetri.

## Edizioni
| edizioni | Data di première | Vincitrice      | Seconda classificata        | Altre concorrenti in ordine di eliminazione | Numero di concorrenti | Destinazione(i) internazionale(i) |
| -------- | ---------------- | --------------- | --------------------------- | --- | --------------------- | --------------------------------- |
| 1        | 18 febbraio 2013 | Treveen Stewart | Stephany Francisca          | Rachel John (ritirata), Semoy De Four, Ashley Anselm, Sheriza Ali, Kendra Beneby, Lisa Wallace, Sedia Jackman, Athaliah Samuel, Trudy-Lee Collins & Susan Chin                       | 12                    | Port of Spain St. Augustine       |
| 2        | 19 ottobre 2015  | Kittisha Doyle  | Linda Mejia Torres          | Raquel Wijnerman & Carol-Ann King, Krissle Garcia, Mackella Moo-Young, Lia Ross, Yugge Farrell, Sydney Solomon, Ayana Jeune Whitehead & Nicoya Henry                                 | 11                    | Bridgetown                        |
| 3        | 30 gennaio 2017  | Shamique Simms  | Nkechi Vaughn Samantha West | Nina Victor & Altena Wilson, Sashawna Flake & Zahada Micarla, Iyepha Biggot, Chenise Cumberland & Lynah Bontiff, Tonisha Rock-Yaw, Tanisha Lalla, Nikita Maibaum, Lisa-Marie Faustin | 14                    | St. George's                      |
| 4        | 14 febbraio 2018 | LeShae Riley    | Daphne Veldkamp             | Kerryne James, Vanessa John, Trevine Sellier & Saskia Lewin & Kristina Robinson, Chimay Ramos, Usha Thomas, Ingrid Suarez, Natalie Whittington, Gabriella Bernard                    | 12                    | Giamaica (bandiera)               |